# Nymphula effrenatalis
Nymphula effrenatalis là một loài bướm đêm trong họ Crambidae.